# Santuário Nossa Senhora da Conceição (Belo Horizonte)
O Santuário de Nossa Senhora da Conceição é uma igreja católica localizada em Lagoinha, uma bairro de origem operária de Belo Horizonte, Minas Gerais.

## História
O templo foi construído pelos religiosos redentoristas, com as sua obras iniciadas no ano de 1914, com inauguração em 1923.
A elevação da paróquia a Santuário ocorreu em 1992.

## Celebrações
A festa da padroeira em 8 de dezembro, reúne milhares de fiéis de todas as partes da cidade, sendo que neste dia é feriado municipal em Belo Horizonte em sua homenagem.
Outro evento que atrai grande número de fieis, são as celebrações da Semana Santa.